# Campionati del mondo di atletica leggera indoor 2018 - 400 metri piani femminili
I 400 metri piani femminili si sono tenuti il 2 ed il 3 marzo 2018. Si sono qualificate 34 atlete, ma ne sono partite in 33.

## Risultati

### Batterie
Le batterie sono iniziate il 2 marzo alle 12:10.
| Class | Batteria | Corsia | Nome                      | Nazionalità               | Tempo | Note     |
| ----- | -------- | ------ | ------------------------- | ------------------------- | ----- | -------- |
| 1     | 1        | 5      | Courtney Okolo            | Stati Uniti               | 51.54 | Q        |
| 2     | 5        | 4      | Stephenie McPherson       | Giamaica                  | 52.18 | Q, SB    |
| 3     | 1        | 6      | Maria Belibasaki          | Grecia                    | 52.27 | Q, PB    |
| 4     | 5        | 5      | Eilidh Doyle              | Gran Bretagna             | 52.31 | Q        |
| 5     | 4        | 5      | Shakima Wimbley           | Stati Uniti               | 52.43 | Q        |
| 6     | 2        | 6      | Léa Sprunger              | Svizzera                  | 52.46 | Q        |
| 7     | 2        | 5      | Madiea Ghafoor            | Paesi Bassi               | 52.54 | Q        |
| 8     | 3        | 6      | Zoey Clark                | Gran Bretagna             | 52.75 | Q        |
| 9     | 5        | 6      | Phil Healy                | Irlanda                   | 52.75 | q        |
| 10    | 2        | 3      | Nadine Gonska             | Germania                  | 52.77 | q, PB    |
| 11    | 5        | 3      | Alexandra Bezeková        | Slovacchia                | 52.78 | q        |
| 12    | 4        | 3      | Agnė Šerkšnienė           | Lituania                  | 52.81 | Q, NR    |
| 13    | 1        | 2      | Anna Yaroshchuk-Ryzhykova | Ucraina                   | 52.96 | q, PB    |
| 14    | 4        | 2      | Raphaela Lukudo           | Italia                    | 52.98 | q, PB    |
| 15    | 3        | 5      | Justyna Święty-Ersetic    | Polonia                   | 53.05 | Q        |
| 16    | 1        | 4      | Lada Vondrová             | Rep. Ceca                 | 53.05 | q        |
| 17    | 4        | 4      | Patrycja Wyciszkiewicz    | Polonia                   | 53.22 |          |
| 18    | 3        | 1      | Ayomide Folorunso         | Italia                    | 53.24 |          |
| 19    | 3        | 3      | Kelsey Balkwill           | Canada                    | 53.29 |          |
| 20    | 2        | 4      | Travia Jones              | Canada                    | 53.31 |          |
| 21    | 6        | 5      | Tovea Jenkins             | Giamaica                  | 53.39 | Q        |
| 22    | 3        | 4      | Svetlana Golendova        | Kazakistan                | 53.44 |          |
| 23    | 4        | 6      | Anita Horvat              | Slovenia                  | 53.52 |          |
| 24    | 5        | 2      | Tamara Salaški            | Serbia                    | 53.61 |          |
| 25    | 2        | 1      | Laura Bueno               | Spagna                    | 53.66 |          |
| 26    | 1        | 3      | Elina Mikhina             | Kazakistan                | 53.90 |          |
| 27    | 5        | 1      | Grace Claxton             | Porto Rico                | 53.92 |          |
| 28    | 6        | 4      | Iveta Putalová            | Slovacchia                | 53.97 | Q        |
| 29    | 6        | 1      | Cátia Azevedo             | Portogallo                | 54.17 |          |
| 30    | 3        | 2      | Kineke Alexander          | Saint Vincent e Grenadine | 55.46 |          |
| 31    | 6        | 2      | Djénébou Danté            | Mali                      | 57.85 | SB       |
|       | 6        | 3      | Maja Ćirić                | Serbia                    | DQ    | 163.3(a) |
|       | 2        | 2      | Miriama Senokonoko        | Figi                      | DQ    | 163.3(a) |
|       | 6        | 6      | Patience Okon George      | Nigeria                   | DNS   |          |

### Semifinale
Le 3 semifinale sono cominciate il 2 marzo alle 20:32.
| Class | Batteria | Corsia | Nome                      | Nazionalità   | Tempor | Note      |
| ----- | -------- | ------ | ------------------------- | ------------- | ------ | --------- |
| 1     | 1        | 5      | Shakima Wimbley           | Stati Uniti   | 51.34  | Q         |
| 2     | 3        | 5      | Courtney Okolo            | Stati Uniti   | 51.79  | Q         |
| 3     | 1        | 4      | Eilidh Doyle              | Gran Bretagna | 52.15  | Q         |
| 4     | 3        | 6      | Tovea Jenkins             | Giamaica      | 52.42  | Q         |
| 5     | 1        | 3      | Agnė Šerkšnienė           | Lituania      | 52.62  | NR        |
| 6     | 2        | 3      | Justyna Święty-Ersetic    | Polonia       | 52.63  | Q         |
| 7     | 2        | 6      | Zoey Clark                | Gran Bretagna | 52.63  | Q         |
| 8     | 1        | 2      | Anna Yaroshchuk-Ryzhykova | Ucraina       | 52.74  | PB        |
| 9     | 1        | 1      | Alexandra Bezeková        | Slovacchia    | 53.05  |           |
| 10    | 2        | 4      | Madiea Ghafoor            | Paesi Bassi   | 53.14  |           |
| 11    | 2        | 2      | Raphaela Lukudo           | Italia        | 53.18  |           |
| 12    | 3        | 1      | Phil Healy                | Irlanda       | 53.26  |           |
| 13    | 3        | 2      | Lada Vondrová             | Rep. Ceca     | 53.32  |           |
| 14    | 2        | 1      | Nadine Gonska             | Germania      | 53.45  |           |
| 15    | 3        | 3      | Iveta Putalová            | Slovacchia    | 53.46  |           |
|       | 1        | 6      | Léa Sprunger              | Svizzera      | DQ     | 163.3 (a) |
|       | 3        | 4      | Maria Belibasaki          | Grecia        | DQ     | 163.3(a)  |
|       | 2        | 5      | Stephenie McPherson       | Giamaica      | DQ     | 163.3(a)  |

### Finale
La Finale è cominciata il 3 marzo alle 20:05.
| Class | Corsia | Nome                   | Nazionalità   | Tempo | Note |
| ----- | ------ | ---------------------- | ------------- | ----- | ---- |
| 1     | 6      | Courtney Okolo         | Stati Uniti   | 50.55 | PB   |
| 2     | 5      | Shakima Wimbley        | Stati Uniti   | 51.47 |      |
| 3     | 4      | Eilidh Doyle           | Gran Bretagna | 51.60 | SB   |
| 4     | 3      | Justyna Święty-Ersetic | Polonia       | 51.85 |      |
| 5     | 1      | Tovea Jenkins          | Giamaica      | 52.12 | PB   |
| 6     | 2      | Zoey Clark             | Gran Bretagna | 52.16 |      |